# Europanto
Europanto (ISO 639-3: eur; povučen), jedan od nekad tri priznata umjetna jezika nastao mješavinom elemenata iz glavnih europskih jezika. Nastao je na inicijativu Diega Maranija, službenog prevoditelja talijanskog jezika u sjedištu Europske unije u Bruxellesu, Belgija. Broj govornika europanta nije poznat, a govori se samo među članovima EU-a.
Njegov identifikator [eur] povučen je iz upotrebe 16. siječnja 2009., uz obrazloženje da je jezik 'nepostojeći'

## Vanjske poveznice
- Ethnologue (14th)
- Ethnologue (16th)
- U Europskoj uniji će se govoriti novim jezikom - Europantom?
- Comments received for ISO 639-3 Change Request 2008-087